# Moerarchis inconcisella
Moerarchis inconcisella là một loài bướm đêm thuộc họ Tineidae. Nó được tìm thấy ở miền đông Úc.
Sải cánh dài khoảng 20 mm.
Ấu trùng ăn the bark or wood of the rotting logs they live in.

## Hình ảnh

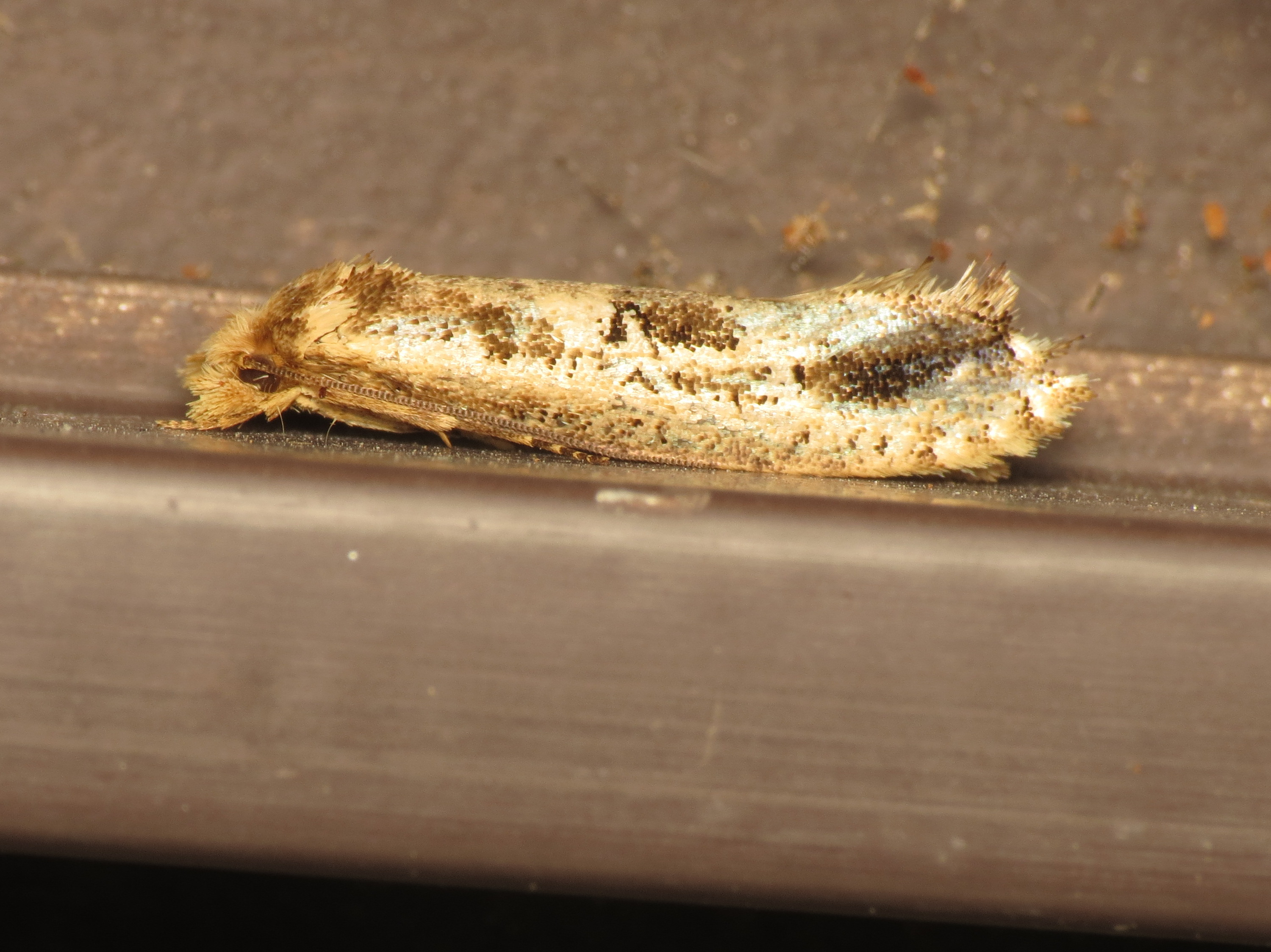
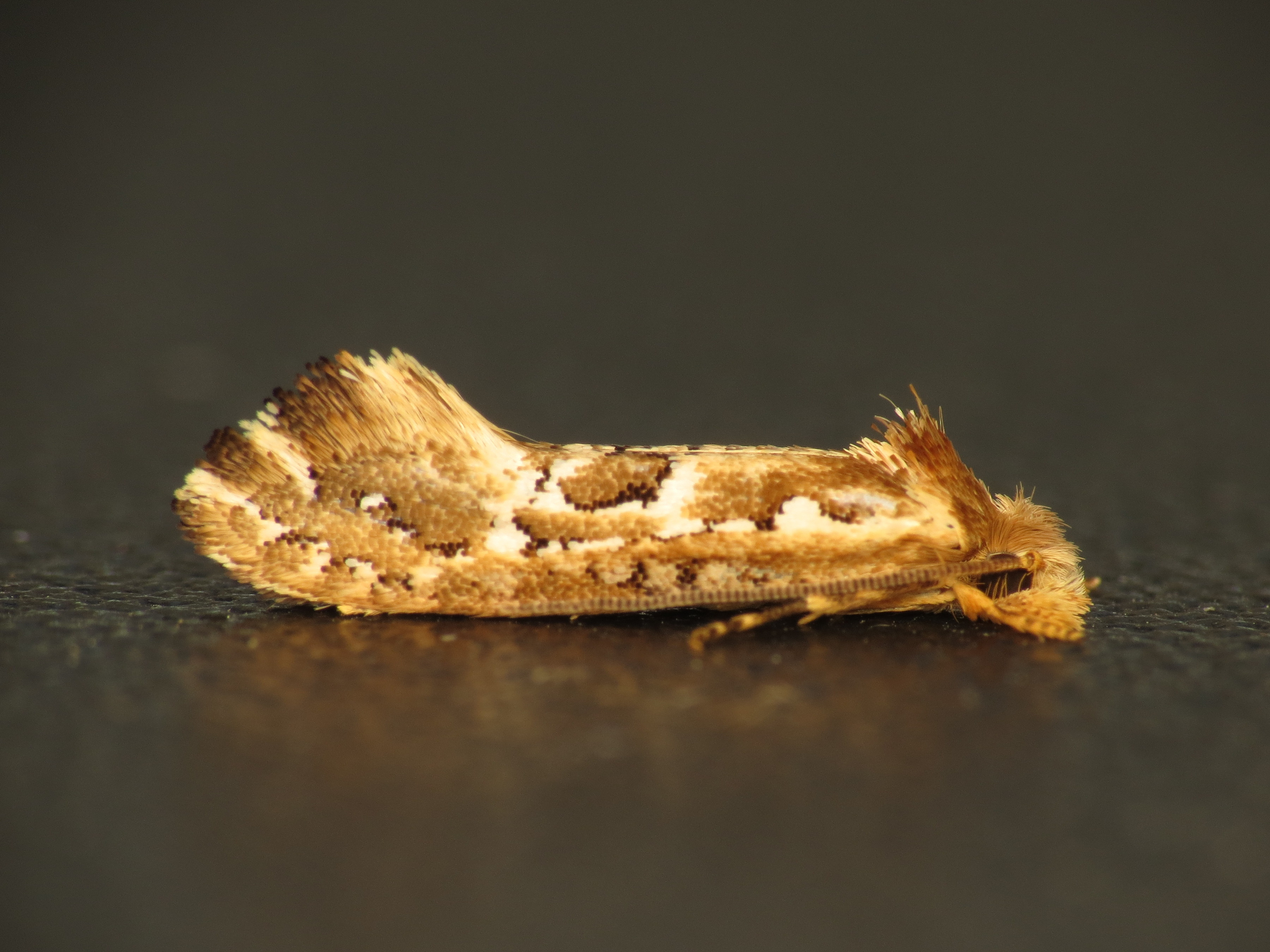
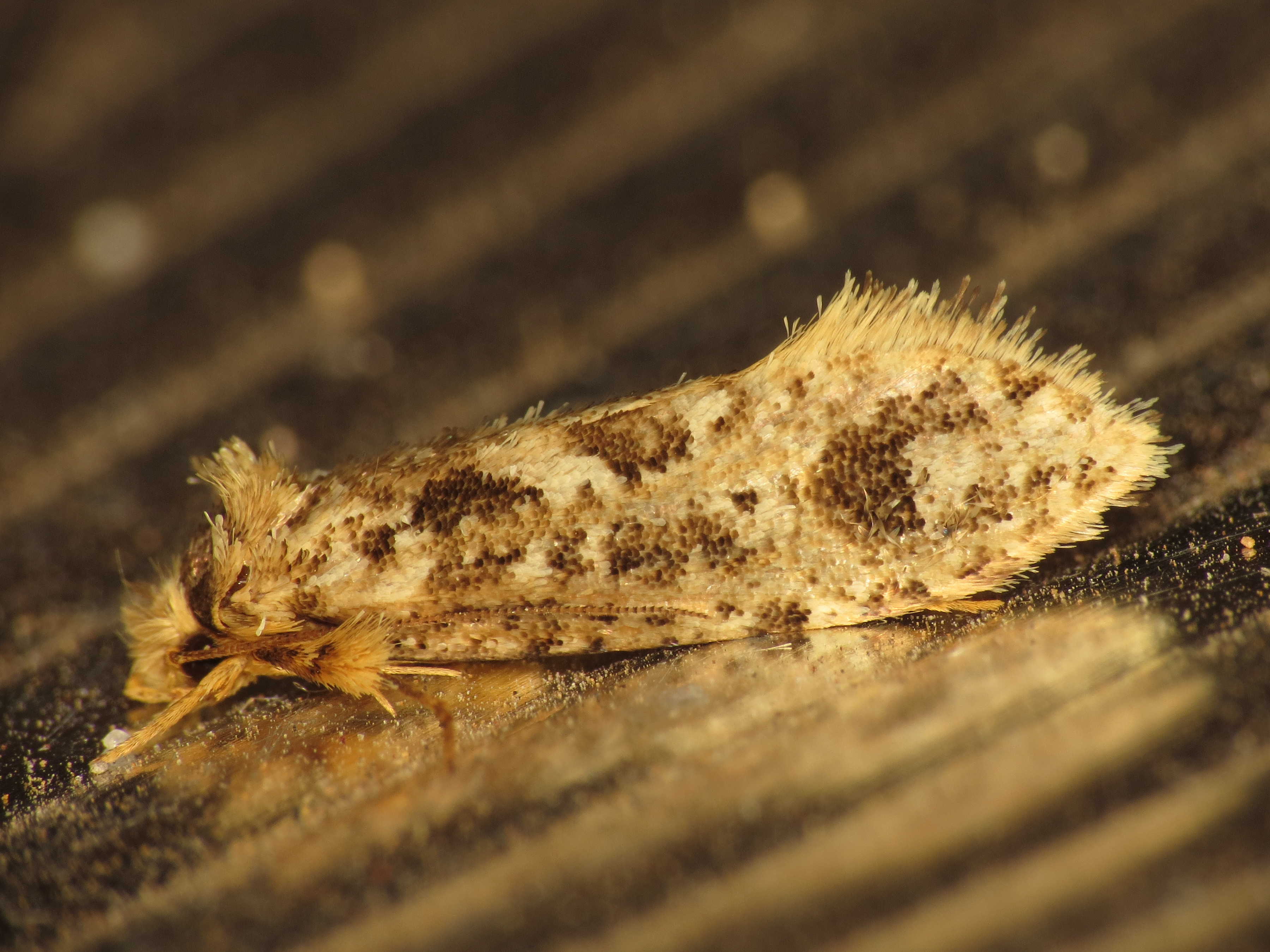
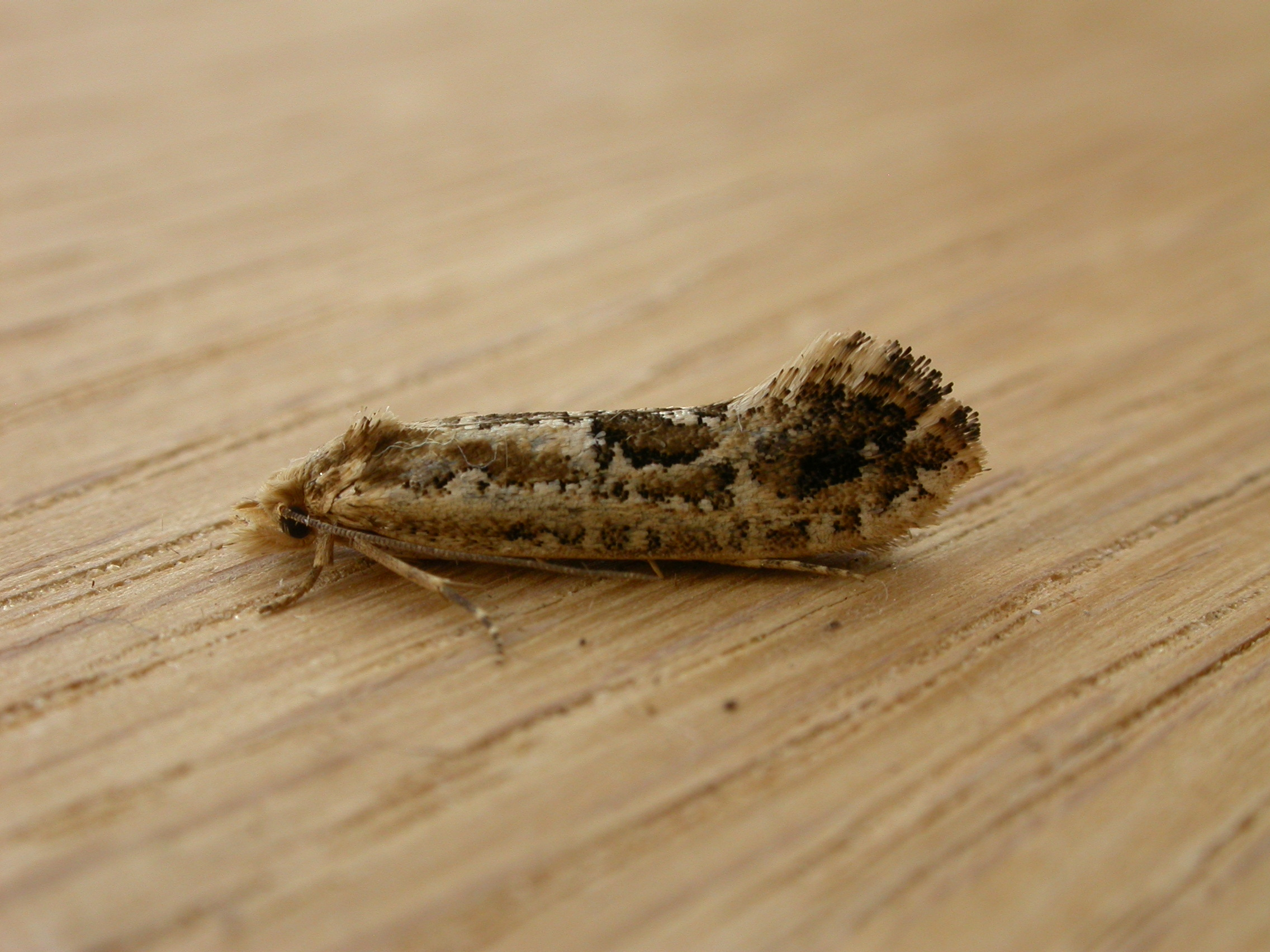